# ノダル・ハドゥリ
ノダル・ハドゥリ（Nodar Khaduri,ნოდარ ხადური、1970年8月29日 - 2019年9月10日 ）は、ジョージアの政治家、経済学者。2012年10月から2016年11月まで財務大臣を務めた。

## 生涯
トビリシにて誕生。1996年にトビリシ国立大学を卒業し、マクロ経済学の学位を取得。1996年から2004年まではジョージア経済省および財務省にて複数の役職を歴任し、財務副大臣や大臣財務官 (2003–2004) を経験。2004年から2008年までは国際連合開発計画に対する国家顧問を務めた。1999年からトビリシ国立大学で経済学の講師を務めていたが、2012年8月に退任。
ビジナ・イヴァニシヴィリ率いる野党連合「ジョージアの夢」に参加し、ジョージアの夢は2012年10月の総選挙で勝利。ハドゥリも国会議員に当選した。イヴァニシヴィリ内閣に財務大臣として入閣し、続くガリバシヴィリ内閣でも財務大臣に留任し、2013年11月まで在任した 。心臓の病を抱えており、2019年9月10日に49歳で死去。